# Марек Сухий
Марек Сухий (чеськ. Marek Suchý, нар. 29 березня 1988, Прага) — чеський футболіст, центральний захисник чеського клубу «Млада Болеслав» та національної збірної Чехії.

## Клубна кар'єра
Народився 29 березня 1988 року в місті Прага. Вихованець футбольної школи клубу «Славія». Дорослу футбольну кар'єру розпочав 2005 року в основній команді того ж клубу, в якій провів п'ять сезонів, взявши участь у 110 матчах чемпіонату. Більшість часу, проведеного у складі «Славії», був основним гравцем захисту команди. За цей час двічі виборював титул чемпіона Чехії.
2010 року перейшов до московського «Спартака», де протягом трьох сезонів був гравцем основного складу. Протягом першої половини сезону 2013/14 втратив місце в «основі» і другу його половину провів у Швейцарії, граючи на умовах оренди за «Базель». Влітку 2014 року швейцарці скористалися опцією викупу контракту гравця, і він уклав з клубом повноцінний контракт. Загалом відіграв за «Базель» чотири з половиною сезони, за які чотири рази вигравав чемпіонат Швейцарії. 
Влітку 2019 року уклав дворічний контракт з німецьким «Аугсбургом».

## Виступи за збірні
Протягом 2006–2010 років залучався до складу молодіжної збірної Чехії. На молодіжному рівні зіграв у 25 офіційних матчах.
2010 року дебютував в офіційних матчах у складі національної збірної Чехії. Наразі провів у формі головної команди країни 44 матчі, забив 1 гол.

## Титули і досягнення

### Командні
- Чемпіон Чехії (2):

«Славія»: 2007-08, 2008-09
- Чемпіон Швейцарії (4):

«Базель»: 2013-14, 2014-15, 2015-16, 2016–17
- Володар Кубка Швейцарії (2):

«Базель: 2016-17, 2018-19

### Особисті
- Найкращий молодий чеський футболіст року (1):

2006